# Lac Vert (Notre-Dame-de-la-Paix)
Pour les articles homonymes, voir Lac Vert.
Le lac Vert est un lac d'eau douce situé dans la municipalité de Notre-Dame-de-la-Paix, administré par la municipalité régionale de comté de Papineau, dans la région administrative de l'Outaouais, au Québec, au Canada.

## Géographie
Ce lac, d'une superficie d’environ 9,71 ha, est situé juste à l’est du lac Chartrand, sur le territoire de la pourvoirie Kenauk Nature. Il possède une profondeur moyenne de 6 m et une profondeur maximale de 13,7 m. Il est alimenté en eau par quelques ruisseaux innommés et se déverse dans l’un d’eux.

## Toponymie
Le toponyme « Lac Vert » a été officialisé le 3 février 1970 à la Commission de toponymie du Québec, en référence à la couleur verdâtre de son eau.

## Faune et flore

### Poissons
Le lac est principalement peuplé de truites arc-en-ciel, car il est ensemencé avec cette espèce par Kenauk Nature.